# José Saramago
José de Sousa Saramago, född 16 november 1922 i Azinhaga i Santarém i Portugal, död 18 juni 2010 i Tías på Lanzarote i Spanien, var en portugisisk författare. Han tilldelades bland annat Camões pris 1995 och Nobelpriset i litteratur 1998.

## Biografi
José Saramago växte upp i en lantbrukarfamilj i en liten by norr om Lissabon. Efter att ha avbrutit andra studier av ekonomiska skäl utbildade han sig till mekaniker. Han arbetade sedan inom ett antal olika yrken, så småningom på olika förlag och tidningar. Saramago anslöt sig 1969 till Portugals kommunistiska parti, och förblev medlem i partiet fram till sin död. Han var biträdande chefredaktör vid dagstidningen Diário de Notícias fram till 1975, då han tvingades lämna tjänsten på grund av den politiska situationen efter nejlikerevolutionen. Därefter verkade Saramago en tid som översättare, men kunde från 1980-talet försörja sig som författare. År 1988 gifte han sig med den spanska journalisten Pilar del Río, som även har översatt hans verk till spanska. Han var från 1992 bosatt på Lanzarote.
Saramagos internationella genombrott kom med romanen Baltasar och Blimunda (1982). I hemlandet orsakade han stor kontrovers med romanen Evangeliet enligt Jesus Kristus (1991), där han omtolkar de bibliska evangelierna och låter Gud spela rollen av en maktfullkomlig cyniker. Förutom romaner och prosaberättelser har Saramago skrivit lyrik, essäer och dramatik och har sammanlagt publicerat ett trettiotal verk.
1995 tilldelades Saramago Camões pris och 1998 Nobelpriset i litteratur, det senare med motiveringen att han "med liknelser burna av fantasi, medkänsla och ironi ständigt på nytt gör en undflyende verklighet gripbar". År 2005 utnämndes Saramago till hedersdoktor vid Humanistiska fakulteten vid Stockholms universitet.

## Filmografi
- La balsa de piedra (2002) – spelfilm av George Sluizer baserad på Saramagos roman La balsa de piedra (ej översatt till svenska).
- Blindness (2008) – spelfilm av Fernando Meirelles med bland annat Julianne Moore baserad på Saramagos roman Blindheten.
- José e Pilar (2010) – dokumentärfilm, regisserad av Miguel Gonçalves Mendes och producerad av Pedro Almodovar, som handlar om José Saramagos och dennes fru Pilar del Ríos liv tillsammans under hans sista år.
- Enemy (2013) – spelfilm av Denis Villeneuve med bland annat Jake Gyllenhaal baserad på Saramagos roman Dubbelgångaren.
- Miguel Goncalves Mender, som regisserade José e Pilar, har beslutat att regissera Saramagos Evangeliet enligt Jesus Kristus.